# Pär Stenhammar
Pär Stenhammar, född 2 november 1987, är en svensk sångare.
Var en av medlemmarna i Lovestoned som snabbt fick skivkontrakt och som har turnerat i Tyskland.  I Lovestoned sjöng också Stenhammars vän, Robert Kragh. Pär deltog i Melodifestivalen 2010 tillsammans med Lovestoned med låten "Thursdays" . Bandet las ner 2012.  